# Distretto di Segamat
Il distretto di Segamat è un distretto della Malaysia, fa parte dello stato dello Johor e il suo capoluogo è la città di Segamat.